# Mine de Bengalla
La mine de Bengalla est une mine à ciel ouvert de charbon située dans la Nouvelle-Galles du Sud en Australie,,,.